# Vladimir Budisavljević
Vladimir plemeniti Budisavljević, (Zadar, 3. siječnja 1864. – Dudik kod Vukovara, 19. kolovoza 1942.) je bio hrvatski diplomat Austro-Ugarske, od 1919. u diplomaciji Kraljevine SHS, potom Kraljevine Jugoslavije. Vladimir je na položaju diplomatskog konzula pomogao da Ivo Andrić bude primljen u diplomatsku službu. Srpske je narodnosti i potječe iz ugledne ličke obitelji Budisavljević, iz onog ogranka koji nosi plemićki pridjevak Prijedorski.

## Obitelj
Otac mu je bio Emanuel Budisavljević, a majka Amelija Negrina je bila kćer načelnika Ravene. Bio je vjenčan sa Slovenkom Vilmom Hribovšek, podrijetlom iz Celja, rođena 1870. u Klauzenburgu (Kluž — Rumunjska, Transilvanija, danas Kluž-Napoka). Otac joj je bio general i komandir žandarmerije, zadužen za cjelokupnu oblast Dalmacije. Iz braka s Vilmom Vladimir je imao dvoje djece, kćer Danicu, rođenu 7. lipnja 1894., i sina Emanuela (po talijaniziranoj inačici djedovog imena Manojlo), rođenog 24. srpnja 1894. na Cetinju. Kćer je kasnije postala žena Arse Martinovića, ljekarnika iz Peći, dok je sin otišao u Beč zbog studiranja medicine. Sinovljev životni put umnogome je utjecao na sudbinu cijele obitelji, oca, majke, supruge i sina. 

## Školovanje i karijera
Gimnaziju je završio u Kotoru 1882., studij prava je završio na Sveučilištu u Beču 1886. Po povratku sa studija, ugledavši se na oca, visokog državnog službenika Dalmacije u Kotoru, stupa u državnu službu u namjesništvu u Zadru i Kotoru, gdje je 3-4 godine radio u svojstvu sudskog pripravnika, da bi po polaganju političko-administrativnog ispita bio unaprijeđen u čin kotarskog povjerenika. Nakon jednogodišnjeg iskustva u sudu, Vladimir je u Ministrastvu vanjskih poslova u Beču položio ispite za konzula u diplomatskoj i konzularnoj struci. Oko 1914. – 1918. bio je kotorski okružni kapetan. Prema S. Berošu, kao domaći čovjek nije početkom Prvog svjetskog rata uživao povjerenje austrijskih vojnih vlasti. D. Foretić objavio je dva njegova izvještaja o bokokotorskom ustanku mornara 1918. 1918. je imao 18 godina radnogta staža, od kojih je šest i pol godina radio kao tajnik Austro-ugarskog poslanstva na Cetinju, gdje se susreo i s kasnijim kraljem Petrom I., a ostalih jedanaest i pol godina provodi u svojstvu vršitelja dužnosti vicekonzula i konzula u Beogradu, Nišu, Vidinu, Jedrenu, Skoplju, Draču i Bariju u Italiji.
Za vrijeme službovanja u Srbiji između 1897. i 1904. godine dva puta je odlikovan, i to Takovskim ordenom četvrtog reda i Ordenom Svetog Save trećeg stupnja. Zatim mu je Austro-Ugarska monarhija 1907. povjerila službu u Boki kotorskoj, gdje provodi 12 godina u vremenu nategnutih odnosa između Beča i Beograda, u vrijeme aneksijske krize, Carinskog rata i balkanskih ratova. O svom radu u Boki Vladimir navodi sljedeće: Moj skroman rad za dobro naroda bokeškog bio je priznat time što sam od skoro svih bokeških općina bio imenovan počasnim građaninom i što je cijela Boka kotorska nekoliko mjeseci poslije sloma Austrije pismeno, jednodušno izjavila neograničeno povjerenje za dugogodišnji moj trud i rad.
Tijekom školovanja u Kotoru Vladimir je bio jedan od osnivača i članova ilegalne đačke družine Branko Radičević. Osim njega najaktivniji članovi bili su: Ljuba Jovanović, Božidar Perazić, Filip Kovačević, Danilo Živaljevi, Petar J. Sundečić, Vaso Franičević, Antun Fabris i Andrije Rađenović. Do svoje 34. godine, sedam godina proveo je u svojstvu dvorskog savjetnika. Bio je višejezičan te je osim hrvatskog i srpskog, govorio i njemački, francuski i talijanski, dok se služio mađarskim, bugarskim, španjolskim i turskim jezikom. Sastavio je usporednu zbirku poslovica na četiri jezika, no to djelo ostalo je nedovršeno. 

## Incident sa sinom
Tri godine je bio uklonjen iz Boke u Beč zbog incidenta sa sinom. Stavljen je pod politički nadzor i procesuiran kao tobožnji sudionik pri bijegu sina jedinca iz vojne službe, koji je 7 mjeseci čamio u vojnim tamnicama zbog prokazivanja jednog podmićenog Arbanasa. On se pred vojnim sudom zaprisegnuo da ga je gledao u Draču, gdje se kao srpski časnik bori protiv Austrije. Nakon rata Vladimir je primljen u Ministarstvo inostranih djela Kraljevine SHS i ubrzo po prijemu postavljen za konzula u Grazu. Obratio se regentu Aleksandru Karađorđeviću pismom iz Graca 1921. godine. U njemu se poziva na Ljubu L. Jovanovića, a potom navodi da mu je dr. Srđan Budisavljević brat od strica. 

## Poznanstvo s kraljem Petrom
Obratio se pismom i kralju Petru. Na Cetinju ga je upoznao kao princa Petra, dok je bio tajnik Austro-Ugarskog poslanstva. Podsjeća ga na dva susreta prije 30 i više godina. U pismu, između ostaloga piše: Početkom 1890-tih imao sam opet tu rijetku sreću, da s cijelom svojom porodicom putujem iz Kotora do Senjske rijeke zajedno s Vašim Veličanstvom i zlatnom dječicom vašom. Pri rastanku opraštajući se od nas Vaše je Veličanstvo blagoizvoljelo blagosiljati i poljubiti moju tada sitnu dječicu, te osloviti me sa sljedećim riječima, koje sam vječito zapamtio i zlatnim slovima u dušu svoju zarezao: Gospodine Budisavljeviću, ja se zbog vaspitanja dece selim u Švicarsku, Vi ste mlad čovek koga čeka lepa budućnost, Vi nećete valjda kroz celi vaš život od siromašnog knjaza Petra nikad ništa trebati, ali pošto se nikad ne zna šta nosi dan, a šta noć, mogla bi doći ipak zgoda da za Vas ili za Vašu djecu štogod učinim, nastupi li takva prilika obratite se meni, naći ćete u meni staro prijateljsko srce.

## Poslovna suradnja s Ivom Andrićem
Vladimir je riješio Andrićev položaj u jugoslovenskoj diplomaciji. Andrić je diplomatsko službovanje započeo 1920. mijenjajući nekoliko mjesta na početku karijere, pa je tako u Trstu radio do 1923., a onda je kraljevskim ukazom od 12. siječnja 1923. premješten iz Trsta u Konzulat Kraljevine SHS u Graz. Kako je Andrić bio nekvalificiran za mjesto vicekonzula, u kom zvanju je Andrić radio, našao se na udaru novih propisa državnim službenicima pa je 31. studenoga otpušten iz službe. Na zalaganje konzula Vladimira Budisavljevića, Andriću je omogućeno ostati na radu u konzulatu (prvo) u svojstvu dnevničara, kao činovnik drugog reda. Tada je Andriću ostao još jedan ispit do izrade doktorskog rada i Vladimir procjenjuje da mu je potrebno još četiri mjeseca dok ne stekne doktorat i punu kvalifikaciju za činovnika prvog reda. Obranio je doktorat u Grazu 1924. Andrićevu molbu Vladimir, koji mu je bio pretpostavljeni, podržava, i tako što posebno hvali dotadašnji Andrićev rad. Piše Ninčiću, ministru vanjskih poslova, da je Andrić odličan činovnik, koji može samo biti na ponos konzularnoj struci i na korist državi i narodu.

## Prijateljstvo s Mitrofanom Banom
Mitrofan Ban, mitropolit crnogorsko-primorski, u svojim memoarima piše: Mi smo, istog dana, vaporom odputovali iz Kotora za Beč. Na parobrodu Panonija, za Erceg Novi putovahu dva moja stara prijatelja - kotorski politički poglavar, plemić prijedorski gospodin Vladimir Budisavljević i načelnik ercegnovski gospodin Jevto Gojković. S prvim, g. Budisavljevićem, poznavao sam se odavno jer je on šest godina živio na Cetinju u Legaciji austro-mađarskoj kao činovnik, te smo, za to vrijeme, često zajedno društvo provodili... Posjetio me poglavar plemić Vladimir Budisavljević sa ženom, djecom, majkom, bratom i snahom... Sjutradan, 16 učinio sam posjetu načelniku Jevtu Gojkoviću, poglavaru Budisavljeviću...

## Dani u mirovini u Vršcu i nesretni kraj obitelji
Po umirovljenju, Vladimir se sa suprugom Vilmom vraća u Jugoslaviju i 1926. godine doseljava se u Vršac, granično mjesto prema Rumunjskoj. Žena mu je rođena u Rumunjskoj pa su izabrali Vršac, kako bi bili i u Jugoslaviji i blizu Rumunjske. Sin Emanuel — Mane već je započeo karijeru liječnika u Vršcu, gdje je cijela obitelj bila veoma cijenjena. Početkom rata svi sele u Srijemsku Mitrovicu gdje su od ustaša uhićni i otac Vladimir i sin Mane. Strijeljani su na Dudiku kod Vukovara 1942. godine od ustaša, na dan kada pravoslavni slave crkveni praznik Preobraženje, 19. kolovoza. Manetova majka Vilma i žena Frida deportirane su u Sabirni logor Jasenovac. Vilma je ubijena u svojoj 72. godini, iako se njemački general Edmund Glaise von Horstenau kod Ante Pavelića zalagao za njezino oslobođenje. Jetrva joj je bila Diana Budisavljević i vjerojatno je ona nagovorila nacističkog generala, u korist Vilminog oslobađanja iz logora. Supruga Frida je umrla 1945. u Srijemskoj Mitrovici, a Vilmu nisu uspjeli na vrijeme spasiti, te je u Jasenovcu i ubijena.